# Luci Cassi Longí (tribú 44 aC)
Luci Cassi Longí (en llatí Lucius Cassius Longinus) va ser un magistrat romà. Formava part de la gens Càssia i era de la família dels Cassi Longí, que tenien origen plebeu. Era germà de Gai Cassi Longí, assassí de Juli Cèsar.
El 54 aC apareix donant suport a l'acusació de Marc Laterense contra Gneu Planci, que va ser defensat per Ciceró. L'any 52 aC va acusar Marc Saufeu, també defensat per Ciceró. L'any 49 aC va donar suport a Juli Cèsar i va ser llegat del dictador a Grècia (48 aC) on va operar a Tessàlia i, poc abans de Farsàlia, enviat al Peloponès junt amb Fufi Calè.
L'any 44 aC va ser elegit tribú de la plebs. Al mes de juliol va estar present als Ludi Apollinares organitzats per Brut. Després va abraçar la causa d'Octavi contra la de Marc Antoni i va donar suport a la decisió del senat de declarar a Antoni enemic públic el 28 de novembre del 44 aC.
El març del 43 aC Luci Cassi i la seva mare, i Servília la sogra del seu germà Gai, van intentar evitar que aquest darrer obtingués l'encàrrec de fer la guerra a Dolabel·la, guerra que reclamaven fer els cònsols Pansa i Hirti, però la mort d'aquestos va frustrar l'intent. Octavi i Antoni es van reconciliar a l'estiu i l'octubre es va formar el triumvirat i Luci, que temia a Antoni, va fugir a Àsia.
Va col·laborar amb el seu germà fins a la batalla de Filipos. L'any 41 aC va ser perdonat formalment per Antoni a Efes.